# Bensoeister
Bensoeister framställs genom rivning av grovt pulveriserad thailandbensoe tillsammans med torrt natriumsulfat vilka blandas med smällt svinfett vars temperatur inte får överstiga 55°C. Blandningen omrörs under några timmar och filtreras därefter.
Fettet är mycket hållbart om det förvaras kallt och mörkt och kan användas för framställning av pomador och salvor.